# China Open (snooker)
China Open – profesjonalny, rankingowy turniej snookerowy.

## Historia
Turniej po raz pierwszy został zorganizowany w roku 1997 pod nazwą China International i był to turniej nierankingowy. Dwa lata później, w 1999 zawody otrzymały status rankingowy. W tym samym roku, ale w kolejnym sezonie nazwa turnieju została zmieniona na  China Open. Z powodu nieopłacalności rozgrywania turniej został wycofany ze snookerowego kalendarza rozgrywek na sezon 2001/2002.
Wydarzenie zostało reaktywowane po trzech sezonach, w sezonie 2004/05 pod nazwą China Open, z powodu narastającej popularności snookera w Chinach. Turniej w takiej formie rozgrywany jest do dzisiaj.
Ze względu na epidemię zachorowań wywołanych zakażeniem koronawirusem 2019-nCoV, edycja turnieju w roku 2020 została odwołana.
Turniej rozgrywany jest w Pekinie, na Uniwersytecie Pekińskim. Terminem rozgrywania turnieju jest marzec lub przełom marca i kwietnia.

## Zwycięzcy finałów
| Rok                                 | Sponsor                             | Zwycięzca                           | Przeciwnik                          | Wynik                               | Sezon                               |
| China International (nierankingowy) | China International (nierankingowy) | China International (nierankingowy) | China International (nierankingowy) | China International (nierankingowy) | China International (nierankingowy) |
| ----------------------------------- | ----------------------------------- | ----------------------------------- | ----------------------------------- | ----------------------------------- | ----------------------------------- |
| 1997                                | Catch                               | Steve Davis                         | Jimmy White                         | 7 – 4                               | 1997/98                             |
| China International (rankingowy)    |                                     |                                     |                                     |                                     |                                     |
| 1999                                | brak                                | John Higgins                        | Billy Snaddon                       | 9 – 3                               | 1998/99                             |
| China Open (rankingowy)             |                                     |                                     |                                     |                                     |                                     |
| 1999                                | brak                                | Ronnie O’Sullivan                   | Stephen Lee                         | 9 – 2                               | 1999/00                             |
| 2000                                | Mission Hills                       | Ronnie O’Sullivan                   | Mark Williams                       | 9 – 3                               | 2000/01                             |
| 2002                                | brak                                | Mark Williams                       | Anthony Hamilton                    | 9 – 8                               | 2001/02                             |
| 2005                                | brak                                | Ding Junhui                         | Stephen Hendry                      | 9 – 5                               | 2004/05                             |
| 2006                                | Star Dragon Woods Villa             | Mark Williams                       | John Higgins                        | 9 – 8                               | 2005/06                             |
| 2007                                | Honghe Industrial                   | Graeme Dott                         | Jamie Cope                          | 9 – 5                               | 2006/07                             |
| 2008                                | Honghe Industrial                   | Stephen Maguire                     | Shaun Murphy                        | 10 – 9                              | 2007/08                             |
| 2009                                | Bank of Beijing                     | Peter Ebdon                         | John Higgins                        | 10 – 8                              | 2008/09                             |
| 2010                                | Sanyuan Foods                       | Mark Williams                       | Ding Junhui                         | 10 – 6                              | 2009/10                             |
| 2011                                | Bank of Beijing                     | Judd Trump                          | Mark Selby                          | 10 – 8                              | 2010/11                             |
| 2012                                | Bank of Beijing                     | Peter Ebdon                         | Stephen Maguire                     | 10 – 9                              | 2011/12                             |
| 2013                                | Bank of Beijing                     | Neil Robertson                      | Mark Selby                          | 10 – 6                              | 2012/13                             |
| 2014                                | Bank of Beijing                     | Ding Junhui                         | Neil Robertson                      | 10 – 5                              | 2013/14                             |
| 2015                                | BAIC Motor                          | Mark Selby                          | Gary Wilson                         | 10 – 2                              | 2014/15                             |
| 2016                                | BAIC Motor                          | Judd Trump                          | Ricky Walden                        | 10 – 4                              | 2015/16                             |
| 2017                                | Bank of Beijing                     | Mark Selby                          | Mark Williams                       | 10 – 8                              | 2016/17                             |
| 2018                                | Fuhua Group                         | Mark Selby                          | Barry Hawkins                       | 11 – 3                              | 2017/18                             |
| 2019                                | XingPai                             | Neil Robertson                      | Jack Lisowski                       | 11 – 4                              | 2018/19                             |